# Філософія інженерії
Філософія інженерії — це нова дисципліна, яка розглядає, що таке інженерія, що інженери роблять, і як їхня робота впливає на суспільство, і, таким чином, включає аспекти етики та естетики, а також онтологію, епістемологію тощо, які можна вивчати, наприклад, у філософії науки або філософії технології.

## Історія
Інженерія — це професія, спрямована на модифікацію природного середовища через дизайн, виробництво та підтримку артефактів і технологічних систем. Тоді це можна було б протиставити науці, метою якої є «розуміння» природи. Інженерія за своєю суттю полягає в тому, щоб викликати зміни, і тому керування змінами є центральним у інженерній практиці. Філософія інженерії - це розгляд філософських питань, які застосовуються до інженерії. Такі питання можуть включати об’єктивність експериментів, етику інженерної діяльності на робочому місці та в суспільстві, естетику інженерних артефактів тощо.
Хоча історично здається, що інженерія означала «розробку», різниця між мистецтвом, ремеслом і технологією не є чіткою. Латинський корінь ars, німецький корінь kraft та грецький корінь techne спочатку означали вміння або здатність виробляти щось, на відміну, скажімо, здібностей атлета. Щось може бути відчутним, як скульптура або будівля, або менш відчутним, як твір літератури. Нині «мистецтво» зазвичай застосовується до візуальної, виконавської чи літературної сфери, особливо до так званих вишуканих мистецтв («мистецтво письма»), «ремесло» зазвичай стосується ручної майстерності. Участь у виготовленні об'єкта, будь-то вишивка або літак ("ремесло складання"), а "технологія", як правило, означає продукти та процеси, які зараз використовуються в промисловості ('технологія друку'). На відміну від цього, «інженерія» — це діяльність, яка вносить зміни за допомогою проектування та виготовлення артефактів («інженерія технології друку»).

## Етика
Те, що відрізняє інженерний дизайн від художнього дизайну, — це вимога до інженера робити кількісні прогнози поведінки та ефекту артефакту до його виготовлення. Такі прогнози можуть бути більш-менш точними, але зазвичай включають вплив на окремих людей та/або суспільство. У цьому сенсі інженерію можна вважати як соціальною, так і технологічною дисципліною, і судити про неї не лише за тим, чи працюють її артефакти, у вузькому сенсі, а й за тим, як вони впливають і служать соціальним цінностям. Те, що роблять інженери, підлягає моральній оцінці.

### Моделювання
Соціально-технічні системи, такі як транспорт, комунальні послуги та пов’язані з ними інфраструктури, містять і елементи людини, і артефакти. Традиційні математичні та фізичні методи моделювання можуть не врахувати належним чином вплив техніки на людей і культуру. Будівельна дисципліна робить докладні спроби переконатися, що споруда відповідає її специфікаціям та іншим вимогам до її фактичного будівництва. Використовувані методи добре відомі як аналіз і проектування. Моделювання та опис систем докладає зусиль, щоб виділити загальні невикладені принципи, що стоять за інженерним підходом.

### Життєвий цикл продукту
Традиційні інженерні дисципліни здаються дискретними, але інженерія артефактів має наслідки, які виходять за межі таких дисциплін, у галузі, які можуть включати психологію, фінанси та соціологію. При проектуванні будь-якого артефакту будуть враховані умови, за яких він буде виготовлений, умови, за яких він буде використовуватися, та умови, за яких він буде утилізований. Інженери можуть розглядати такі проблеми «життєвого циклу», не втрачаючи точності та суворості, необхідних для проектування функціональних систем.

### Книги
- P. & Gunn A.S. (1998), Engineering, Ethics, and the Environment, Cambridge University Press, New York
- Addis W (1990) Structural Engineering: The Nature of Theory and Design, Ellis Horwood, Chichester, UK
- Addis W (1986) Theory and Design in Civil and Structural Engineering: A Study in the History and Philosophy of Engineering, PhD Thesis, University of Reading
- Bucciarelli L.L. (2003) Engineering Philosophy, Delft University Press, Delft
- Bush V. (1980) Science,The Endless Frontier, National Science Foundation Press, Washington DC
- Beale N., Peyton-Jones S.L. et al.  (1999) Cybernauts Awake Ethical and Spiritual Implications of Computers, Information Technology and the Internet Church House Publishing ISBN
- Cutcliffe S.H. (2000) Ideas, Machines and Values: An introduction to Science, Technology and Social Studies, Rowman and Littlefield, Lanham, MD
- Davis, M. (1998) Thinking like an Engineer: Studies in the Ethics of a Profession, Oxford University Press, New York.
- Florman, Samuel C. (1981) Blaming Technology: The Irrational Search for Scapegoats, St Martin's Press, New York
- Florman, Samuel C. (1987) The Civilized Engineer, St Martin's Press, New York
- Florman, Samuel C. (1968) Engineering and the Liberal Arts : A Technologist's Guide to History, Literature
- Florman, Samuel C. (1994) The Existential Pleasures of Engineering, 2nd ed, St Martin's Press, New York
- Florman, Samuel C. (1996) The Introspective Engineer, St Martin's Press, New York
- Goldman S.L. (1991) "The social captivity of Engineering", Critical Perspectives on non academic Science and Engineering, (ed Durbin P.T.), Lehigh University Press, Bethlehem, PA
- Goldman S.L. (1990) "Philosophy, Engineering and Western Culture", in Broad and Narrow interpretations of Philosophy of Technology, (ed Durbin P.T.), Kluwer,Amsterdam
- Harris E.C, Pritchard M.S. & Rabins M.J. (1995), Engineering Ethics: Concepts and Cases, Wadsworth, Belmont, CA
- Johnston, S., Gostelow, P., Jones, E. (1999), Engineering and Society: An Australian perspective, 2nd Ed. Longman,
- Lewis, Arthur O. Jr. ed. (1963), Of Men and Machines, E.P. Dutton
- Martin M.W. & Schinzinger R (1996), Ethics in Engineering, 3rd ed. McGraw-Hill, New York
- Mitcham C. (1999), Thinking through Technology: The Path between Engineering and Philosophy, University of Chicago Press, Chicago, pp. 19–38.
- Mumford L. (1970) The Myth of the Machine, Harcourt Brace Javonovich, New York
- Blockley, David (1980) The Nature of Structural Design and Safety, Ellis Howood, Chichester, UK. ISBN 0-85312-179-6 (Free download)
- Blockley, David (Editor) (1992) Engineering Safety, McGraw Hill, ISBN 0-07-707593-5 (Free download)
- Blockley, David (2010) A Very Short Introduction to Engineering Oxford University Press, ISBN 9780199578696
- Petroski, Henry (1992) To Engineer Is Human: The Role of Failure in Successful Design
- Petroski, Henry (2010) The Essential Engineer: Why Science Alone Will Not Solve Our Global Problems
- Simon H. (1996), The Sciences of the Artificial, 3rd ed.  MIT Press, Cambridge, MA
- Unger S.H. (1994), Controlling Technology: Ethics and the Responsible Engineer, 2nd ed., John Wiley, New York
- Vincenti W.G. (1990) What Engineers Know and How They Know It: Analytical Studies from Aeronautical History, The Johns Hopkins University Press, Baltimore, Md.
- Anthonie Meijers, ред. (2009). Philosophy of technology and engineering sciences. Handbook of the Philosophy of Science. Т. 9. Elsevier. ISBN 978-0-444-51667-1.
- Jeroen van den Hoven, Seumas Miller & Thomas Pogge (2017). Designing in Ethics. Cambridge University Press, Cambridge. ISBN 978-051-18-4431-7
- Priyan Dias (2019). Philosophy for Engineering: Practice, Context, Ethics, Models, Failure. Springer Singapore. ISBN 978-981-15-1270-4
- Carl Mitcham (2019). Steps toward a Philosophy of Engineering: Historico-Philosophical and Critical Essays. ISBN 978-1-78661-126-0

### Статті
- Philosophy in the Making by Natasha McCarthy Ingenia March 26, 2006
- Creed M.J. (1993) "Introducing Structures in a Modern Curriculum", Proceedings of the Conference, Innovation and Change in Civil Engineering Education, The Queen's University of Belfast
- Davis, M. (2001) The Professional Approach to Engineering Ethics: Five Research Questions, Science and Engineering Ethics 7 (July 2001): 379-390.
- Lewin D (1981) Engineering Philosophy - The Third Culture, Paper to the Royal Society, UK
- Mitcham C. (1994), "Engineering Design Research and Social Responsibility", Ethics of Scientific Research, pp. 153–196 and 221-223
- Hess, J.L. and Fore, G., (2018). "A systematic literature review of US engineering ethics interventions", Science and Engineering Ethics, 24(2), pp.551-583.
- Mitcham, C. and Englehardt, E.E., 2019. "Ethics across the curriculum: Prospects for broader (and deeper) teaching and learning in research and engineering ethics", Science and Engineering Ethics, 25(6), pp.1735-1762.